# ایلرایش
ایلرایش (به آلمانی: Illerich) یک شهر در آلمان است که در کوخم-تسل واقع شده‌است. ایلرایش ۷۲۴ نفر جمعیت دارد.